# Aiterhofen
Aiterhofen – miejscowość i gmina w Niemczech, w kraju związkowym Bawaria, w rejencji Dolna Bawaria, w regionie Donau-Wald, w powiecie Straubing-Bogen, siedziba wspólnoty administracyjnej Aiterhofen. Leży około 5 km na południowy wschód od Straubingu, przy drodze B20 i B8.

## Dzielnice
W skład gminy wchodzą następujące dzielnice: Aiterhofen, Amselfing, Geltolfing, Niederharthausen

## Demografia
| Rok  | Liczba mieszk. |
| ---- | -------------- |
| 1970 | 2 424          |
| 1987 | 2 749          |
| 2000 | 3 178          |
| 2005 | 3 466          |

## Współpraca
Miejscowości partnerskie:
- Iselsberg-Stronach, Austria
- Montefino, Włochy

## Zabytki
- kościół klasztorny Aiterhofen
- kościół pw. św. Piotra i Pawła (St. Peter und Paul)
- Kościół pw. św. Jana (St. Johannes)
- Kościół pw. św. Małgorzaty (St. Margaretha)